# Electro Velvet
Electro Velvet er en britisk musikduo bestående af Alex Larke og Bianca Nicholas. De repræsenterede Storbritannien i Eurovision Song Contest 2015 med det elektroniske swingnummer "Still In Love With You", hvor de opnåede en 24. plads i finalen. De blev udvalgt internt hos tv-stationen BBC, og udvælgelsen blev offentliggjort den 7. marts 2015.